# هاري وارد (عالم نبات)
هاري وارد (بالإنجليزية: Harry Marshall Ward) (و. 1854 – 1906 م) هو عالم نبات، وعالم فطريات بريطاني، ولد في هيرفورد، كان عضوًا في الجمعية الملكية، توفي عن عمر يناهز 52 عاماً.

## التعليم
تعلم في كلية المسيح في جامعة كامبريدج ‏
.

## جوائز
حصل على جوائز منها:
- قلادة ملكية (1893)
- وسام كرونيان (1890)
- Fellow of the Royal Horticultural Society ‏
- زميل في الجمعية الملكية
- زمالة الجمعية اللينيانية اللندنية  [لغات أخرى]‏